# ملعب كأس العالم بسول
ملعب كأس العالم بِسول هو ملعب كرة قدم يقع في سول عاصمة كوريا الجنوبية. يسع الملعب لجلوس 68,476 متفرج. يعتبر الملعب الرسمي الذي يخوض فيه نادي سول مبارياته. اُفتتح في 10 نوفمبر 2001. استضاف الملعب بعض مباريات كأس العالم 2002 ومنها المباراة الافتتاحية التي انتهت بفوز السنغال بنتيجة 1–0 على حاملة اللقب فرنسا.

## أحداث كرة قدم بارزة

### كأس العالم 2002
كان ملعب كأس العالم بسول أحد ملاعب كأس العالم 2002 واستضاف المباريات التالية:
| التاريخ       | الفريق 1       | النتيجة | الفريق 2 | الجولة      |
| ------------- | -------------- | ------- | -------- | ----------- |
| 31 مايو 2002  | فرنسا          | 0–1     | السنغال  | المجموعة أ  |
| 13 يونيو 2002 | تركيا          | 3–0     | الصين    | المجموعة ج  |
| 25 يونيو 2002 | كوريا الجنوبية | 0–1     | ألمانيا  | نصف النهائي |

### كأس العالم تحت 17 سنة 2007
كان ملعب كأس العالم بسول أحد ملاعب كأس العالم تحت 17 سنة 2007 واستضاف المباريات التالية:
| التاريخ       | الفريق 1 | النتيجة                  | الفريق 2 | الجولة                     |
| ------------- | -------- | ------------------------ | -------- | -------------------------- |
| 9 سبتمبر 2007 | غانا     | 1–2                      | ألمانيا  | مباراة تحديد المركز الثالث |
| 9 سبتمبر 2007 | إسبانيا  | 0–0 (ب.و.إ.) (0–3 ر. ج.) | نيجيريا  | النهائي                    |

### نهائي دوري أبطال آسيا 2013
استضاف ملعب كأس العالم بسول مباراةَ ذهاب نهائي دوري أبطال آسيا 2013.
| سول                              | 2–2   | غوانغجو إفرغراند            |
| -------------------------------- | ----- | --------------------------- |
| - إسكوديرو 11' - داميانوفيتش 83' | تقرير | - إلكيسون 30' - غاو لين 58' |